# 군산중앙여자고등학교
군산중앙여자고등학교(群山中央女子高等學校)는 대한민국 전북특별자치도 군산시 부설대장 유준영 썸녀 학교 

## 학교 연혁
- 1950년 10월 1일 : 군산광동학원 인수
- 1954년 4월 1일 : 초대 이규태 이사장 취임
- 1954년 4월 1일 : 초대 이종록 교장 취임
- 1954년 12월 21일 : 재단법인 군산광동학원 설립인가
- 1961년 12월 7일 : 군산중앙상업고등학교 설립인가(야간부 1학급)
- 1964년 2월 11일 : 재단법인을 학교법인 군산광동학원으로 조직 변경인가
- 1977년 9월 2일 : 군산중앙상업고등학교를 군산중앙여자고등학교로 변경(여고 4학급)
- 1981년 2월 13일 : 군산중앙여자고등학교 제1회(통합 24회) 졸업
- 1994년 4월 12일 : 학교법인 군산광동학원을 학교법인 덕실학원으로 설립인가
- 1994년 4월 12일 : 초대 이사장 이종덕 취임
- 2002년 7월 16일 : 강당(유림관) 준공
- 2002년 8월 30일 : 학교개편(정보처리과 ⇒ 보통과) 승인 결정 (보통과 1학년 10학급)
- 2004년 10월 27일 : 도서관(서림관) 준공
- 2009년 9월 4일 : 기숙사(덕실원) 준공
- 2016년 6월 13일 : 제3대 이병석 이사장 취임
- 2020년 3월 1일 : 제15대 김종복 교장 취임
- 2023년 3월 1일 : 제16대 황상원 교장 취임
- 2025년 2월 7일 : 제45회 졸업식(297명) 통합 68회(총 18,967명)
- 2025년 3월 1일 : 제17대 채성석 교장 취임

## 참고 자료
- 군산중앙여자고등학교 - 한국교육학술정보원 학교알리미